# Коулман, Кэтлин
Кэтлин Коулман (Kathleen Mary Coleman; род. 1953, Хараре, Зимбабве) — американская латинистка и специалистка по древнеримской социальной истории. Доктор философии (1979), профессор Гарварда, где трудится с 1998 года, член Американского философского общества (2021), членкор Британской академии (2020). Лауреат Joseph R. Levenson Teaching Prize (2005) и Ausonius-Preis (2008). Старший куратор Гарвардских художественных музеев.

## Биография
Родилась и выросла в Зимбабве. Окончила Кейптаунский университет (бакалавр, 1973) и с отличием Университет Родезии (бакалавр, 1975). Степень доктора философии DPhil получила в оксфордском Леди-Маргарет-Холл в 1979 году. В 1979—1993 гг. преподавала в Кейптаунском университете. В 1993—1998 гг. занимала кафедру латинского языка в дублинском Тринити-колледже. С 1998 года в Гарварде, с 2003 года профессор Гарвард-колледжа, ныне именной профессор (James Loeb Professor) классики и заведует соответствующей кафедрой.
Президент Американской филологической ассоциации (2011).
Экс-фелло фонда Александра фон Гумбольдта; читала Todd Memorial Lecture в Сиднейском университете в 2002 году и в 2008 году Syme Lecture в Университете Виктории в Веллингтоне; являлась Walter Channing Cabot Fellow (2007). Почётный член The Roman Society (2009). Членкор BAdW (2012). Отмечена Phi Beta Kappa Prize for Excellence in Teaching (2019) и Everett Mendelsohn Excellence in Mentoring Award (2020).
Член редколлегий The American Journal of Philology, Eirene, Exemplaria Classica, Mnemosyne and Mnemosyne Supplements, Rivista di Filologia e Istruzione Classica.
Автор Statius, Silvae IV: Text, Translation, and Commentary (Oxford University Press, 1988; переизд. Bristol Classical Press/Duckworth, 1998; удостоилась University of Cape Town Book Award) и Martial, Liber Spectaculorum: Text, Translation, and Commentary (Oxford University Press, 2006).